# Muzinga FC
Muzinga Football Club is een Burundese voetbalclub uit de hoofdstad Bujumbura. Ze komen uit in de Premier League, de hoogste voetbaldivisie van Burundi.

## Erelijst
Landskampioen
in 2002
Beker van Burundi
Winnaar in 1987